# Brama Klasztorna w Toruniu
Brama Klasztorna w Toruniu także Brama Świętego Ducha lub Brama Panieńska – jedna z trzech bram średniowiecznego Torunia, jakie przetrwały do dziś. Znajduje się przy ul. św. Ducha 2a.

## Historia
Brama została wzniesiona w stylu flandryjskiego gotyku, charakteryzującym się masywną konstrukcją. Ze względu na swoją przysadzistość Brama Klasztorna przypomina inną, nieistniejącą już, bramę Starego Miasta – Bramę Paulińską. Ukończenie budowy Bramy Mniszek datuje się na 1. połowę XIV wieku. Rozwój techniki wojennej, przede wszystkim upowszechnienie się broni palnej, wymógł nadbudowę bramy, której dokonano około roku 1420.
W ostrołukowej wnęce znajdującej się po zewnętrznej stronie bramy mieściła się opuszczana brona. Kolejną przeszkodą był tak zwany kaszownik, czyli otwór znajdujący się w stropie prześwitu bramy, z którego obrońcy wylewali na ewentualnego napastnika między innymi gorącą kaszę, czy olej. Kolejnym elementem były właściwe wrota, które w razie potrzeby mogły być wsparte od strony miasta dodatkowymi belkami. Belki te unieruchamiano poprzez zablokowanie ich w specjalnie przygotowanych otworach w murze bramy.
W XIX wieku, pozbawiona już właściwie funkcji obronnych, brama została przebudowana i odtąd jej pomieszczenia przeznaczone były na cele mieszkalne.
Nazwa bramy pochodzi od znajdującego się tuż poza murami miejskimi klasztoru sióstr Benedyktynek, przy którym powstał szpital i kościół Ducha Świętego. Istniał on do XVII wieku. To właśnie od niego swoją zamienną nazwę wzięła zarówno brama, jak i cała ulica Ducha Świętego. Pochodzenie nazwy ulicy wiąże się nieraz mylnie ze współczesnym kościołem o tym samym wezwaniu, znajdującym się na drugim końcu ulicy, który jednak został wzniesiony w 1756 roku jako zbór luterański pw. Świętego Krzyża.
Od października 1943 roku pod Bramą znajduje się schron przeciwlotniczy na 100 osób (wybudowany prawdopodobnie dla pracowników portu lub gazowni), obecnie udostępniony do zwiedzania.